# 4591 Bryantsev
4591 Bryantsev (1975 VZ) là một tiểu hành tinh vành đai chính được phát hiện ngày 1 tháng 11 năm 1975 bởi T. M. Smirnova ở Nauchnyj.